# Werner Park
Le Werner Park, est un stade de baseball de 9 023 places situé à Papillion dans la banlieue sud-ouest d'Omaha dans l'État du Nebraska. Il est officiellement inauguré le 11 avril 2011.
C'est le domicile des Storm Chasers d'Omaha, club de niveau Triple-A évoluant en Triple-A East (en), et de l'Union Omaha (en) qui évolue en USL League One.

## Histoire
De 1969 à 2010, les Royals d'Omaha ont joué au Johnny Rosenblatt Stadium, d'une capacité de 23 000 places, c'était beaucoup trop pour une équipe de Triple-A. La capacité a été réduite à environ 8 500 pour les rencontres des Royals.
Lorsque la ville d'Omaha a annoncé son intention de construire un nouveau stade de baseball au centre-ville d'Omaha, le TD Ameritrade Park, les plans initiaux prévoyaient qu'il soit réduit à environ 12 000 pour les rencontres des Royals. Cependant, les Royals ont décidé de construire leur propre stade dans la ville de Papillion dans le comté de Sarpy.
La cérémonie officielle de première pelletée de terre eu lieu le 12 août 2009. Le 11 novembre 2010 est signé un partenariat avec la société Werner Enterprises (en). Le stade prend le nom de Werner Park, appliquant un naming. 
La rencontre inaugurale du Werner Park se déroule le 11 avril 2011, les Titans de Papillion-La Vista South affronte les Monarchs de Papillion-La Vista. Les South Titans remportent la rencontre par un score de 2-0. Puis, le 16 avril, les Storm Chasers d'Omaha disputent leur première rencontre contre les Sounds de Nashville. Les Storm Chasers remportent la rencontre par un score de 2-1. 

## Événements
Le stade est hôte du match des étoiles des ligues AAA de baseball le 15 juillet 2015 devant 9 023 spectateurs,.

## Galerie

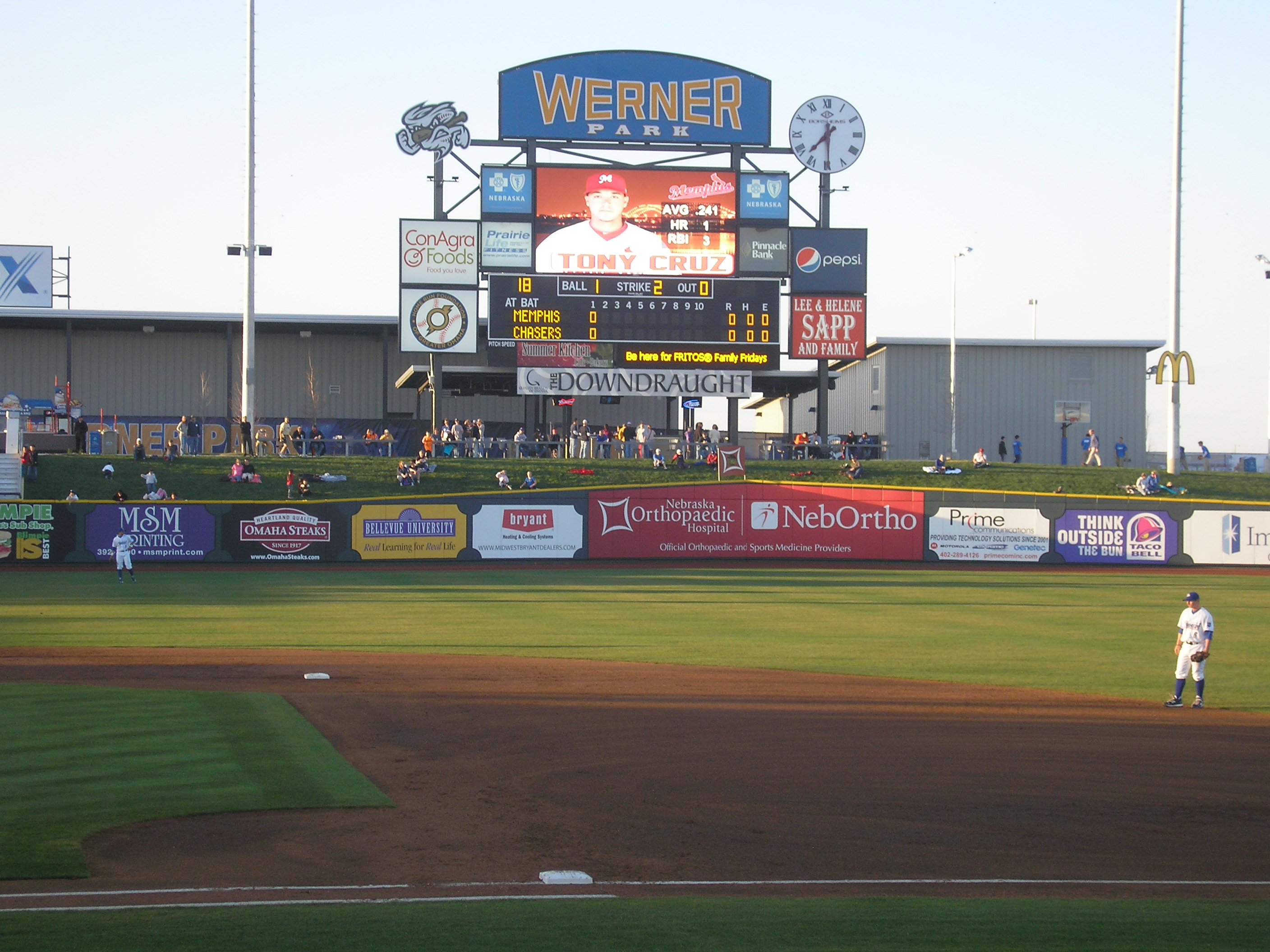
Tableau de bord
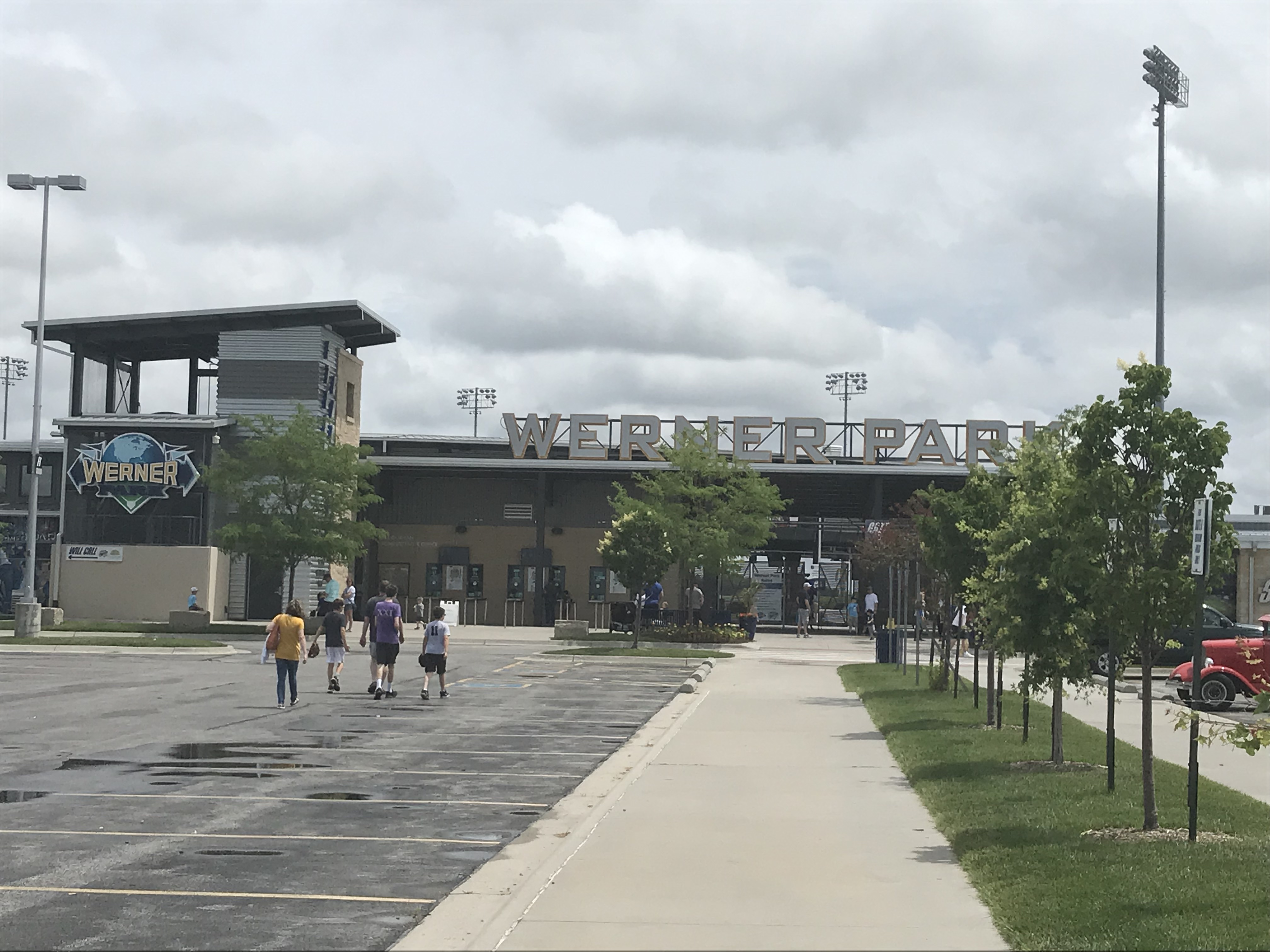